# Verwaltungsgemeinschaft Harzvorland-Huy

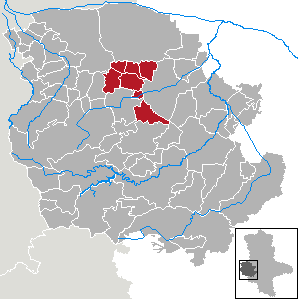
Lage der Verwaltungsgemeinschaft im Landkreis Harz

In der Verwaltungsgemeinschaft Harzvorland-Huy des Landkreises Harz (Sachsen-Anhalt) waren sechs Gemeinden zwischen Harz und Huy zur Erledigung ihrer Verwaltungsgeschäfte zusammengeschlossen. Sie lag östlich von Halberstadt, ihr Sitz war im Schachdorf Ströbeck.
Auf einer Fläche von 74,85 km² lebten 5329 Einwohner (Stand: 31. Dezember 2006). Letzter Verwaltungsleiter der Gemeinschaft war Denis Loeffke.
Am 1. Januar 2010 wurde die Verwaltungsgemeinschaft aufgelöst. Die Gemeinde Danstedt schloss sich der neugegründeten Einheitsgemeinde Nordharz an, die übrigen fünf wurden Ortschaften von Halberstadt.

## Die Gemeinden mit ihren Ortsteilen
Mitgliedsgemeinden waren
- Aspenstedt
- Athenstedt
- Danstedt
- Langenstein mit Böhnshausen und Mahndorf
- Sargstedt und
- Schachdorf Ströbeck.